# Willem Wissing

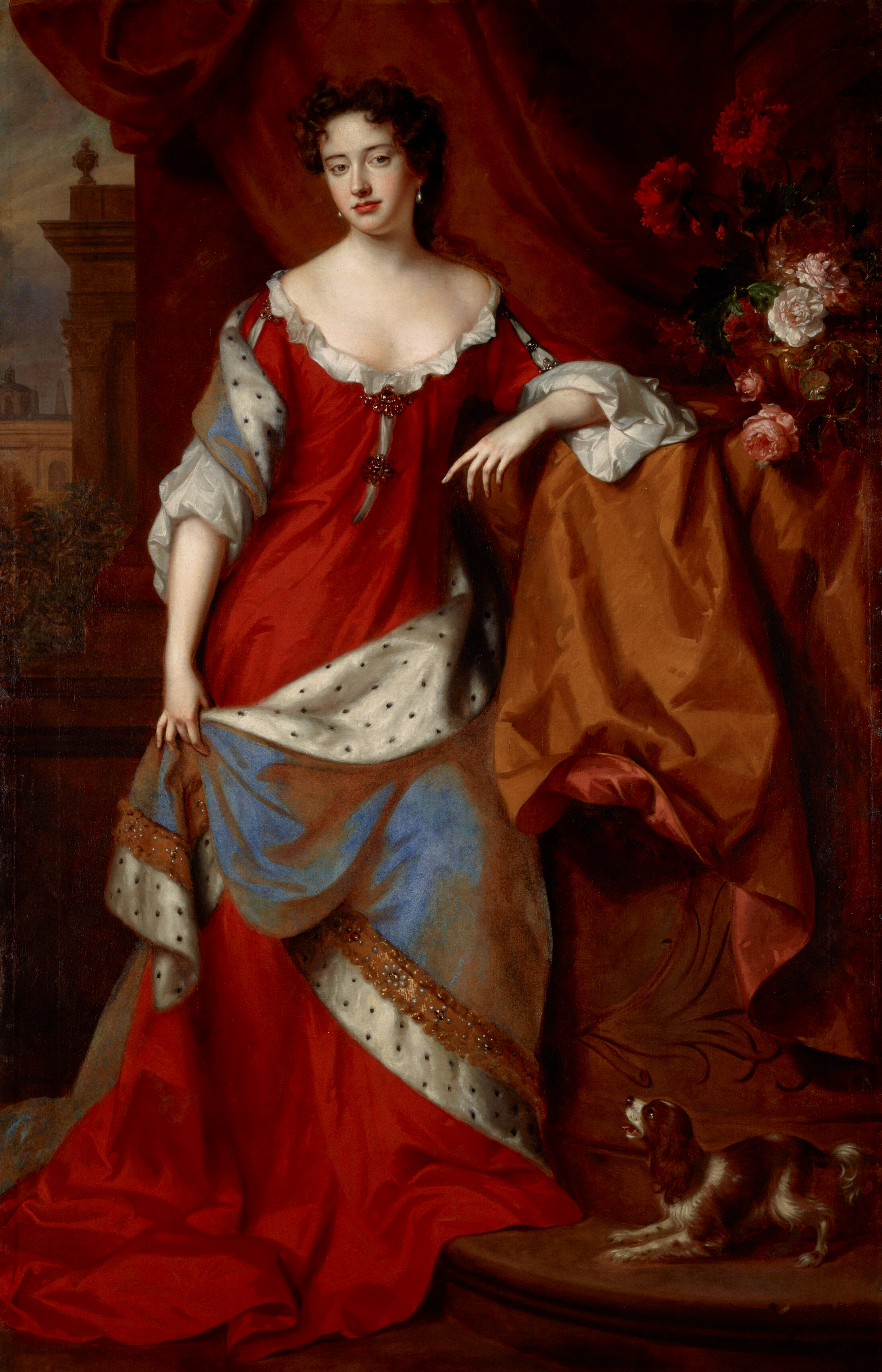
Rainha Anne, c. 1685, Galerias Nacionais da Escócia

Willem Wissing, conhecido na Inglaterra como William Wissing (1656[1] – 10 de setembro de 1687), foi um retratista holandês que trabalhou na Inglaterra .
Nascido em Amsterdã ou em Haia, Wissing estudou em Haia com Willem Doudijns (1630-1697) e Arnoldus van Ravestyn (1615-1690). Em 1676, mudou-se para a Inglaterra, onde estudou e foi assistente de Peter Lely. Após a morte de Lely em 1680, Wissing emergiu como seu aluno mais importante. Godfrey Kneller foi o único retratista contemporâneo na Inglaterra a rivalizar com Wissing. Entre os modelos reais de Wissing estão Carlos II de Inglaterra, Catarina de Bragança, Jorge da Dinamarca e Jaime Scott, 1.º Duque de Monmouth.
Em 1685, Jaime II de Inglaterra enviou Wissing aos Países Baixos para pintar retratos de seu genro e filha holandeses, o futuro Guilherme III de Inglaterra e a futura Maria II de Inglaterra. Os retratos eram frequentemente repetidos; versões estão em exibição no Grande Salão do edifício Wren no Faculdade de William e Mary em Williamsburg, Virgínia. 
Wissing morreu em 1687 no auge de sua fama como pintor de retratos, em Burghley House, a casa de John Cecil, 5º Conde de Exeter, perto de Stamford, em Lincolnshire. Alguns suspeitavam que ele foi envenenado por ciúmes de seu sucesso. De acordo com Arnold Houbraken, seu epitáfio foi Immodicis brevis est aetas, que significa "Breve é a vida do excepcional". Ele foi enterrado na Igreja de São Martinho, Stamford, Lincolnshire.
O também imigrante holandês Jan van der Vaart trabalhou em sua oficina e adicionou as cortinas e paisagens aos retratos pintados por Wissing. Após a morte de Wissing em 1687, van der Vaart continuou a oficina de Wissing.
Muitos dos retratos de Wissing de modelos proeminentes e seu autorretrato foram disseminados em mezzo-tinta.